# Lista odcinków serialu anime Kuroshitsuji
Kuroshitsuji (jap. 黒執事 Kuroshitsuji; dosł. Czarny Lokaj) jest serialem anime (znanym również jako Black Butler) stworzonym na podstawie mangi Yana Toboso. Wyprodukowano 24 odcinki (mające premierę w październiku 2008) i sześć OVA. Od lipca do września 2010 roku emitowany był drugi sezon tego anime.

## Kuroshitsuji
| #   | Tytuł                                                            | Premiera             |
| --- | ---------------------------------------------------------------- | -------------------- |
| 01  | His Butler, Talented Sono Shitsuji, Yūnō (その執事、有能)        | 2 października 2008  |
| 02  | His Butler, Strongest Sono Shitsuji, Saikyō (その執事、最強)     | 9 października 2008  |
| 03  | His Butler, Omnipotent Sono Shitsuji, Bannō (その執事、万能)     | 16 października 2008 |
| 04  | His Butler, Capricious Sono Shitsuji, Suikyō (その執事、酔狂)    | 23 października 2008 |
| 05  | His Butler, Encounters Sono Shitsuji, Kaikō (その執事、邂逅)     | 30 października 2008 |
| 06  | His Butler, at a Funeral Sono Shitsuji, Sōsō (その執事、葬送)    | 6 listopada 2008     |
| 07  | His Butler, Traveling Sono Shitsuji, Yūkyō (その執事、遊興)      | 13 listopada 2008    |
| 08  | His Butler, Tames Sono Shitsuji, Chōkyō (その執事、調教)         | 20 listopada 2008    |
| 09  | His Butler, in an Illusion Sono Shitsuji, Genzō (その執事、幻像) | 27 listopada 2008    |
| 10  | His Butler, on Ice Sono Shitsuji, Hyōjō (その執事、氷上)         | 4 grudnia 2008       |
| 11  | His Butler, Whatever Sono Shitsuji, Ikayō (その執事、如何様)     | 11 grudnia 2008      |
| 12  | His Butler, Lonely Sono Shitsuji, Sekiryō (その執事、寂寥)       | 18 grudnia 2008      |
| 13  | His Butler, Dependent Sono Shitsuji, Isōrō (その執事、居候)      | 25 grudnia 2008      |
| 14  | His Butler, Extraordinary Sono Shitsuji, Inō (その執事、異能)    | 15 stycznia 2009     |
| 15  | His Butler, Competes Sono Shitsuji, Kyōsō (その執事、競争)       | 22 stycznia 2009     |
| 16  | His Butler, Desolate Sono Shitsuji, Kojō (その執事、孤城)        | 29 stycznia 2009     |
| 17  | His Butler, Offers Sono Shitsuji, Hōnō (その執事、奉納)          | 5 lutego 2009        |
| 18  | His Butler, Transfers Sono Shitsuji, Tensō (その執事、転送)      | 12 lutego 2009       |
| 19  | His Butler, Jailed Sono Shitsuji, Nyūrō (その執事、入牢)         | 19 lutego 2009       |
| 20  | His Butler, Escapes Sono Shitsuji, Dassō (その執事、脱走)        | 26 lutego 2009       |
| 21  | His Butler, Hires Sono Shitsuji, Koyō (その執事、雇傭)           | 5 marca 2009         |
| 22  | His Butler, Terminates Sono Shitsuji, Kaishō (その執事、解消)    | 12 marca 2009        |
| 23  | His Butler, Ablaze Sono Shitsuji, Enjō (その執事、炎上)          | 19 marca 2009        |
| 24  | His Butler, Swift Sono Shitsuji, Tōtō (その執事、滔滔)           | 26 marca 2009        |
| OVA | His Butler, Show Business Sono Shitsuji, Kōgyō (その執事、興行)  | ——                   |

## Kuroshitsuji II
| # | Tytuł                                     | Premiera         |
| --- | ----------------------------------------- | ---------------- |
| 01 | Black Butler Kuroshitsuji (クロ執事)      | 2 lipca 2010     |
| Minęło 15 miesięcy od czasu, kiedy to Sebastian zabrał Ciela na wyspę demonów, aby wyssać z niego duszę. Życie toczy się dalej. W posiadłości Aloisa Trancy, spadkobiercy wielkiego rodu, zatrudniony jest lokaj o imieniu Claude. Jest on demonem. Do posiadłości księcia przybywa jego wuj, ksiądz i wicehrabia Druitt – aby potwierdzić tożsamość dziedzica. Chłopiec jest bardzo miły i gościnny, opowiada swoją smutną historię, jak to porwany przed laty został uwięziony na jakiejś wsi i traktowany jako niewolnik. Podczas zamieszek ucieka i znajduje martwego chłopca, którego traktował tam jak brata. Po tym wydarzeniu odnajduje go ojciec, który krótko po tym ginie. Goście są oczarowani i wzruszeni losem biednego dziecka. Jednak książę naprawdę jest strasznym dzieckiem, znęca się nad swoją służbą, zmienia wystrój dworu tylko po to, aby oszukać wuja. Pewnego wieczoru do drzwi rezydencji puka nieznajomy proszący o gościnę w deszczową noc. Okazuje się nim być Sebastian ukrywający Ciela w walizce. Alois jest zafascynowany podróżnikiem i prosi go o pokazanie zawartości walizki. Sebastian zgadza się na to, lecz w zamian najpierw ma mu pokazać jego piwnicę. Znajduje tam New Moon drop, której Sebastian bardzo potrzebował. Lokaj Aloisa szybko demaskuje mężczyznę. Po walce obu demonów Sebastian ucieka. |                                           |                  |
| 02 | Solo Butler Soroshitsuji (単執事)         | 9 lipca 2010     |
| Ciel jest na otwarciu tamy. Jako dziedzic musi pokazywać się na takich przyjęciach, co bardzo go drażni. Elizabeth płaczem wymusza wyruszenie w podróż w poszukiwaniu legendarnego białego jelenia, który podobno przynosi szczęście temu, kto go ujrzy. Młodzi kłócą się, a Sebastian musi popisać się przyrządzaniem potraw na pikniku. Podczas tej wycieczki Lau urządza zakłady czy Ciel i Elizabeth zerwą zaręczyny. Poszukiwania przeciągają się; Elizabeth jest znudzona, ale nie chce ich przerywać, ponieważ pragnie uszczęśliwić Ciela. Młody hrabia proponuje, aby wynająć ludzi do odszukania jelenia. Elizabeth zaczyna płakać, nazywa go idiotą i ucieka. Zaczyna się wielka ulewa. Woda w rzece przybiera na sile. Okazuje się, Elizabeth jest w łodzi na rzece. Ciel postanawia ją ratować, a Sebastianowi nakazuje powstrzymać powódź. Gdy hrabia dociera do dziewczyny, lokaj niszczy tamę, co powoduje porwanie pary przez nurt rzeki, jednak zostają oni uratowani przez Sebastiana. Hrabia żąda od lokaja wytłumaczenia się, a ten odpowiada, że wykonał jego rozkaz: zmienił bieg rzeki, przez co już nigdy nie nastąpi tu powódź. Ponadto legendarny jeleń zostaje odnaleziony; okazuje się, że jest to geoglif, który został odkryty przez działania Sebastiana. |                                           |                  |
| 03 | Wench Butler Merōshitsuji (女郎執事)      | 16 lipca 2010    |
| W mieście mają miejsca samospalenia ciał. Ginie młoda kobieta, a trop prowadzi do zakładu fotograficznego, który wykonywał zdjęcia wszystkim przed śmiercią. Obłąkana żądzą miłości żona fotografa zabija niekochanego męża, a uciekając cudownym aparatem robi zdjęcia wszystkim napotkanym ludziom, co ich zabija. Ciel chce złapać ją żywą, aby dowiedzieć się, skąd dostała aparat. Sebastian nasyła na nią Grella, któremu ogień z aparatu nie robi krzywdy. Kobieta jednak ginie podczas samospalenia i nie dowiadujemy się, kto ani po co dał jej ten aparat. Sebastian dowiaduje się, że inną rodziną służącą królowej jest rodzina hrabiego Aloisa Trancy. |                                           |                  |
| 04 | Terrorist Butler Teroshitsuji (テロ執事)  | 23 lipca 2010    |
| Hrabia Ciel dostaje zlecenie od królowej: znaleźć porywacza małego chłopca. Wyrusza w podróż pociągiem, aby odkryć sprawcę. Sebastian goni porywacza razem z ojcem chłopca, ogłusza go i wraca do pędzącego pociągu. Okazuje się, że chłopiec jest ukryty w wagonie bagażowym, a Ciel zostaje wzięty jako zakładnik przez zbiegłego więźnia. Więzień wypuści Ciela jak tylko pociąg się zatrzyma, pociąg nie może się zatrzymać gdyż wybuchnie w nim bomba, a pociąg pędzi do przepaści na moście. Panuje epidemia cholery. Pasażerowie buntują się; ksiądz – były morderca mieczem starego Japończyka chce pokonać więźnia, chłopak zafascynowany rozkładem jazdy pociągów znajduje sposób na zmianę toru jazdy pociągu, archeolog "zna" się na rozbrajaniu bomb i wszyscy palą się do pomocy. Zbiorowy akt współpracy przerywa Sebastian słowami "ja sam to zrobię". Znajduje chłopca, uwalnia swojego pana, wyrzuca bombę z pociągu i w ostatnim momencie zatrzymuje pociąg. Na koniec leczy chorego na "cholerę" policjanta, który po prostu zjadł za dużo. Sebastian dostaje od lokaja Trancy'ego zaproszenie dla Ciela na bal. |                                           |                  |
| 05 | Beacon Butler Noroshitsuji (狼煙執事)     | 30 lipca 2010    |
| Samotny Sebastian wybiera się do Agni i Soma, którzy rozdają biednym ludziom chleb curry. Sebastian przekazuje im, że Ciel stracił pamięć (nie pamięta niczego, co się wydarzyło w sezonie pierwszym). Następnego dnia Ciel wraz z przyjaciółmi przybywa do posiadłości Aloisa. Agni i Soma umawiają się, że nie znają Ciela. Chłopiec jest zdziwiony, że na balu nie pojawiła się Madame Red, która nigdy nie przeoczała takich okazji. Podczas zabawy pokojówka brudzi strój Ciela i musi opuścić bal. Idą do jednych z pokoi, gdzie pokojówka czyści plamę. Chwyta go za rękę i pieści twarz Ciela. Okazuje się, że pokojówką był sam Alois. Zabiera jego opaskę na oku i biegnie do piwnicy, głośno się śmiejąc. Podążając za nim Ciel czuje zawroty głowy, ma dziwne wizje – słyszy rozmowy Sebastiana i Claude, przypomina sobie niektóre rzeczy, które się wydarzyły w odcinku pierwszym. Ciel wybiega na dwór, gdzie nagle ukazuje się książę, a za nim Claude i trojaczki. Chce on Ciela i powiedział, że jeśli odmówi, to weźmie wszystkich jego przyjaciół jako zakładników. Alois rozkazuje Claude złapać go, a Ciel rozkazuje Sebastianowi bronić go za wszelką cenę. |                                           |                  |
| 06 | Night Dew Butler Yoroshitsuji (夜露執事)  | 6 sierpnia 2010  |
| Sebastian walczy ze sługami Aloisa i ucieka z Cielem. W międzyczasie Hannah gra na magicznym instrumencie i zmienia gości w potwory. Sebastian słyszy to i każe paniczowi zatkać uszy, aby nie słyszał muzyki. Przyjaciele chłopca walczą, a w krytycznym momencie pojawia się Sebastian i zagłusza grą na kieliszkach magiczną harmonię. Podczas tego odcinka przewijają się sceny ze śmierci Ciela: Sebastian nie odebrał mu duszy, gdyż została już wcześniej skradziona, Ciel był przechowywany w walizce do czasu aż lokaj nie zdobył jego niebieskiego pierścienia i przywrócił mu część wspomnień. Ciel nic nie pamięta, więc nie ma chęci do zemsty. Lokaje zawierają pakt, poza wiedzą swoich panów. |                                           |                  |
| 07 | Killer Butler Koroshitsuji (殺執事)       | 13 sierpnia 2010 |
| Ciel dostaje zaproszenie na bal od Aloisa. Na balu dochodzi do pojedynku lokajów oraz chłopców. Sebastian na początku bez problemu pokonuje resztę załogi Aloisa. Po pokonaniu trojaczków i Hannah, która okazała się być bardzo zręczna zrobili przerwę na obiad. Nagle zjawia się wicehrabia Druitt i myślał, że przyszedł na bal, który odbył się tydzień temu. Po przerwie Sebastian i Claude kontynuowali walkę. Claude użył ogromnego miecza Demon's Duel, którego wyciągnął z żołądka Hannah. Gdy chłopcy obserwują pojedynek, Alois pyta, czy nie oprowadzić Ciela po rezydencji, na co chłopiec się zgadza. Potem Claude zwabił Sebastiana w pułapkę wykonaną z demonicznych nici pająków. W rezydencji Ciel zatrzymuje się i deklaruje pojedynek między nim a Aloisem, który Alois przyjmuje z przyjemnością. Natomiast Claude zbliża Sebastiana w jego sieci i jest bliski wygranej. Lecz nagle dźwięk mieczy ich panów zatrzymuje ich pojedynek. Książę zrzuca hrabiego z balkonu i chce go przeciąć mieczem, ale ten łapie ostrze i rozcina sobie rękę. Ciel rani Aloisa, a ten błaga o litość. Od ostatecznego ciosu ratuje swojego pana Claude. Wściekły Ciel chce dobić rannego, ale zatrzymuje go Sebastian. Ciel policzkuje Claude i zostaje wyniesiony przez Sebastiana. Claude coraz bardziej pożąda duszy Ciela, gdyż ta jest wyjątkowa. Alois wymiotuje krwią i wszystko wskazuje na to, że umarł. |                                           |                  |
| 08 | Confessing Butler Toroshitsuji (吐露執事) | 20 sierpnia 2010 |
| Ranny Alois pragnie dotrzeć do Ciela. Rozkazuje zawieźć się tam pokojówce. Podczas podróży wspomina swoje życie. Nazywa się Jim i wraz z młodszym bratem żyli w nędzy i poniżeniu po stracie rodziców. Poprzysiągł zemstę swojej wiosce. Z bratem wracają do wioski i odkrywają, że cała jest wymordowana, ginie też brat Aloisa a on sam trafia do niewoli do księcia Trancy. Jest on pedofilem i wykorzystuje chłopców. Alois zawiera pakt z Claude'em, jednak jego największym marzeniem było ukaranie ludzi z wioski, który już nie żyją. Znajduje nowy cel: chce dopaść Sebastiana, który urządził tę masakrę na rozkaz byłego pana. Aby ukarać Sebastiana chce dostać Ciela, bo lokajowi bardzo na nim zależy. Powóz atakuje Grell, który przyszedł po duszę Trancy. Hannah ginie broniąc Aloisa, a Claude zabija swojego pana. Po egzekucji Hanna wydłubuje oko Aloisowi. |                                           |                  |
| 09 | Hollow Butler Uroshitsuji (虚執事)        | 27 sierpnia 2010 |
| Claude rozmawia z pracownikami posiadłości. Otwiera pudełko Red Moon Shadow Tea – wewnątrz niego znajduje się pierścień Aloisa, w którym znajduje się jego dusza. Pyta trojaczki, czym to jest i spróbować zgadnąć pokazując swoje odpowiedzi w formie rysunków na dużym papieru i kredką. Claude następnie zamienia się w Hannah, kiedy zawsze mówi: "Umeblowanie zmienione" Claude następnie sędziuje, który z trojaczków dobrze odpowiedział. Opisuje zmianę kolorystyki mebli z ciemnego błękitu do północy niebieski, nadając mu głębszy sens w postaci Ciela Phantomhive i Aloisa Trancy duszy, wskazując, że ich dusze dzielą podobną przeszłość. Pies królowej szuka chłopca co wydłubuje oczy dzieciom. Ciel zauważa wzór pajęczej sieci, która się układa między domem Ciela i Aloisa, a także miejscami przestępstw, więc jest pewien, kto stoi za tymi makabrycznymi wybrykami. Ciel i Sebastian spacerują po Londynie, kiedy nagle zostają zaatakowani przez Shinigamów – Williama T. Spearsa i Ronalda Knoxa. Mówią, że powodem ich obecności tam jest to, że ostatnim razy Grellowi nie udało się zabrać duszy Aloisa. Sebastian prosi panicza, aby został w skrzyni, bo tam będzie bezpieczny. Kiedy Sebastian walczy ze żniwiarzami śmierci, Ciel zauważa Aloisa i biegnie za nim. W jednej z ciemnych uliczek, kiedy Alois chichocze i przeskakuje płot nie patrząc się za siebie, Ciel zostaje pomylony z Aloisem i zabrany do zakładu dla obłąkanych. Sebastian wybiera się tam i musi walczyć z Hannah, aby wejść do środka. Claude oszałamia go lekami i włącza jego duszę z duszą Aloisa. Wmawia mu że jego wrogiem jest Sebastian, który przez pakt z Luką zniszczył wioskę i zabił mu rodzinę. Ciel-Alois każe Sebastianowi "zejść mu z oczu". Claude zabiera Ciela do posiadłości Aloisa. Sebastian snuje plan na odbicie swojego pana. |                                           |                  |
| 10 | Zero Butler Zeroshitsuji (零執事)         | 3 września 2010  |
| Sebastian z daleka obserwuje rezydencję Aloisa. Claude namawia Ciela do zerwania kontraktu z Sebastianem, lecz Ciel zdecydowanie odmawia. Sebastian łapie Grell i wybierają się do staruszki. Opowiada historię o Luce, mówi im o rzezi, której była świadkiem – tylko ona została oszczędzona dzięki uprzejmości, bo ona uratowała przed kilkoma zbirami. W domu Aloisa Ciel rozbija lustro, bo zobaczył w nim odbicie Aloisa. Wtedy przychodzi Claude i każe Hannah posprzątać to, lecz Ciel każe zrobić to mu zamiast Hannah i idzie z nią do swojego pokoju. Panicz skarży się, że chce wrócić do swojej rezydencji. Dziwny kolor oka Hanny zwraca uwagę chłopca. Kobieta mówi mu, aby spojrzał w jej usta, który otwierają się, aby ujawnić ziejącą przepaść. Znajduje się tam oko Aloisa, które patrzyło w różne strony. Ciel nie widzi tylko oko, ale sam z punktu widzenia oka, co powoduje, że Ciel krzyczy z przerażenia i szoku, aż mdleje. Na zewnątrz Sebastian i Claude uznają, że ich "różany" kontrakt zostaje zerwany. Zaczynają walczyć, kiedy słychać Ciela wieży zegarowej otoczonej kolcami wołającego Sebastiana, że będzie się dalej wspinał, aż do samej góry. Lecz on wie, że teraz Alois przejął kontrolę nad ciałem Ciela. Alois szydzi Sebastiana z wieży zegarowej na krawędzi, krzycząc, że będzie on nieuchronnie spadać. |                                           |                  |
| 11 | Crossroads Butler Kiroshitsuji (岐路執事) | 10 września 2010 |
| Hannah wyjaśnia, że ciało Ciela zostało przejęte przez Aloisa, i że Sebastian i Claude będę musieli przejść przez labirynt złożony przez Aloisa. Muszą odpowiadać na pytania. Ciel uświadamia sobie, że został przejęty i zaczyna przesiewać wspomnienia w głowie, aby zdecydować, które z nich są jego, a które są fałszywe i przez Claude wstawione. Lokaje zaczynają podróż przez labirynt i szybko zdają sobie sprawę, że odpowiedzi na pytania są zmieniane przez Aloisa (i że dał Claude przewagę). Grell przybywa w celu uwolnienia Sebastiana, bo wybrał błędną odpowiedź. Ciel zaczyna pamiętać o kilku wydarzeniach z ostatniego sezonu. Alois zauważa, że Ciel usiłuje odzyskać kontrolę nad swoim ciałem. Jako że Ciel pamięta, że jego zemsta jest kompletna, labirynt zaczyna się zmieniać, stopniowo zmieniany przez niego. Claude dociera do ostatniego pytania: czemu Claude zabił Aloisa? Claude odpowiada, że zrobił to, bo on mógłby być bardzo dobrym narzędziem do zdobycia Ciela. Alois nie chce słyszeć tej odpowiedzi i spuszcza go w dół. Alois zaczyna płakać, ale Hanna mówi, że nie musi, bo Duży Brat jest zawsze najlepszy – tak mówił Luka. To Hanna zawarła pakt z bratem Aloisa, ale oczarował ją fakt, że chłopiec dziękuje jej za pożarcie duszy i robi wszystko żeby uszczęśliwić brata (a nie się zemścić). Hannah jest bardzo przywiązana zarówno do Aloisa jak i Luki. Alois składa jej propozycję nowego kontraktu, aby byli połączeni. W ostatnim pytaniu Sebastian i Claude jednoczą się i nagle Ciel mówi, że dopóki Sebastian zjada jego duszę, jest jego lokajem, na co przytakuje "Tak, mój Panie". Mimo to, Alois znów rządzi ciałem Ciela. Lokaje ścigają się do chłopca, lecz uświadomili sobie, że jest za późno, kontrakt Hannah, Cielem, Luką i Aloisem został dokonany. Oko Ciela, dotychczas z kontraktem Sebastiana jest teraz turkusowe. Hannah oznajmiła im, że żaden z nich nie posiada ich dusz. |                                           |                  |
| 12 | Black Butler Kuroshitsuji (黒執事)        | 17 września 2010 |
| Sebastian, Claude i Hannah płyną łodzią do wyspy. Hannah mówi, że zarówno Sebastian i Claude będą walczyć Demon's Duel o prawo do żądania duszy Ciela, jak mówi jeden z warunków jej umowy z Aloisem. Po dotarciu na wyspę pojedynek się zaczyna. Hannah stawia miecz na suficie jaskini i na jej sygnał ręczny, Sebastian i Claude rozpoczną pojedynek. Sebastian używa miecza do przedzielenia wyspa w pół, tworząc dużą szczelinę. Hannah dla bezpieczeństwa ciała Ciela zabiera go na powierzchnię. Chwilowe odwrócenie uwagi Claude pozwala Sebastianowi zanurzyć Demon's Duel w jego ciało. Obrażenia od tego miecza są nieuleczalne. Sebastian przychodzi do Ciela i oczywiste jest, że to jego zwycięstwo. Hannah chwali go i stwierdza, że z tym, jej umowa została zakończona, a ona spożyła duszę Aloisa. Wracając na wyspę, mówi, że teraz ona, Claude, Alois i Luka mogą być wreszcie razem, po czym Sebastian zabija ją mieczem. Okazuje się, że warunek, który Alois postawił, to przywrócenie Ciela do życia. Zrobiła to, powodując, że Ciel odradza się jako demon. W rezultacie, Sebastian nie może spożywać jego duszy, ale nadal jest związany ich umowy, z powodzeniem zapewniając nikt nigdy nie dostać jeść duszy Ciela. Po powrocie do rezydencji Sebastian jak zawsze budzi pana i ubiera go oraz podaje herbatę. Lecz tym razem chłopiec jest ubierany cały na czarno i lokaj serwuje mu niewidzialną herbatę, czyli New Moon drop, ponieważ demony nie mogą jeść niczego, co ludzkie. W salonie czeka na Ciela Elizabeth. Tańczą ostatni taniec i Lizzy jest zaniepokojona, bo Ciel nigdy się nie ubierał tak jak dziś, a oprócz tego przez moment zobaczyła jego czerwone oko, które po chwili wróciło do normalnego koloru. Później Sebastian odwiedza wszystkich przyjaciół Ciela zostawiając im "prezent". Jest to cukierek firmy Funtom oraz memoriał Ciela. Co prawda, on nie zmarł, lecz przestał żyć jako człowiek. Ostatnia scena to, kiedy Sebastian prowadzi Ciela przez pole czarnych i białych róż w kierunku urwiska. Ciel uważa, że wielka klątwa została zdjęta z niego, został uwolniony od swego ludzkiego życia, a Sebastian odpowiada, że w zamian on jest "przeklęty" i będzie służyć mu zawsze oraz jedzenie kolegi demona duszy jest niemożliwe. Sebastian pyta, gdzie Ciel chce iść, ale on stwierdza, że to nie ma znaczenia. Gdziekolwiek idą, i ludzie, i demony są traktowane tak samo. |                                           |                  |